# Brigitte Bardot
Brigitte Anne-Marie Bardot  (født 28. september 1934 i Paris) er en fransk skuespillerinde og dyreværnsforkæmper. Som sangerinde udgav hun i 1964 en LP.
I dag er hun en af de meget få skuespillerinder, der aldrig har lagt sig under kniven, men ældes naturligt.

## Filmkarriere
BB, som hun blev kaldt, var oprindeligt mørkhåret, og begyndte som 5-årig at tage timer i ballet. Som 14-årig blev hun opmuntret af sin mor til at være model for en venindes hatte. I 1949 kom hendes billede på forsiden af den franske udgave af Elle. Det fangede Roger Vadims blik, og han skaffede hende en rolle i Pigen i bikinien. Med affarvet hår blev Bardot en af 1950'ernes mest eksponerede filmstjerner efter sit internationale gennembrud i Gud skabte kvinden (fransk titel: Et Dieu créa la femme - 1956), som vakte forargelse og skandale overalt, og blev fordømt af den katolske kirke, men spillede en formue ind. Instruktion: Ægtemanden Roger Vadim, der havde giftet sig med Bardot i december 1952, da hun stadig var mørkhåret. Dette første ægteskab blev dog kortvarigt, og det enorme postyr omkring Gud skabte kvinden fik Bardot til at udtale, at hun skulle ønske, hun aldrig var født.
I 1959 giftede Bardot sig med skuespilleren Jacques Charrier, og 19. januar 1960 blev deres søn Nicolas født. Ægteskabet var yderst stormfuldt, og i september samme år forsøgte Bardot at begå selvmord. Hun fuldførte dog filmen The Truth, nomineret til Oscar som årets bedste fremmedsproglige film. Men to år senere blev ægteskabet med Charrier opløst, og sønnen voksede op hos sin far.
Hendes tredje ægteskab var med den tyske playboy Günter Sachs, barnebarn af Opels grundlægger. Han indledte sin stormkurtise i maj 1966 med at kaste rosenblade ned fra et helikopter over hendes have i Saint Tropez. Det imponerede hende så meget, at de blev gift 14. juli 1966 i Las Vegas, efterfulgt af et rastløst jetset-liv. I 1967, da de var det mest glamorøse par i Paris, indspillede Bardot sangen Je t'aime moi non-plus sammen med Serge Gainsbourg - som hun derefter indledte en hemmelig affære med. Hun tryglede Gainsbourg om ikke at udgive sangen; det gjorde han heller ikke, men lavede i stedet en indspilning med Jane Birkin.
Hverken Bardot eller Sachs var lykkelige mennesker, og blev skilt i oktober 1969. Bardot har fortalt om flere selvmordsforsøg, hvor hun har skåret sine håndled over, taget sovepiller og prøve at tage gas. Da hun var i slutningen af 30'erne, drak hun to flasker champagne dagligt, samt tre flasker vin. I 2011 tog Günter Sachs sit liv i sit hjem i Gstaad. Det gik ind på Bardot. Sachs havde, til ære for hendes franske ophav, givet hende en trikolor-ring til brylluppet, som hun senere solgte; men som den generøse mand, han var, købte Sachs den igen og skænkede hende den for anden gang.

## Dyrenes ven
Bardots holdninger fik Simone de Beauvoir til at skrive Brigitte Bardot og Lolita-syndromet, hvor hun forudså de problemer, stjernen ville komme ud for.
I fyrreårsalderen ændrede Bardot imidlertid helt sin tilværelse, og trak sig tilbage for at tale dyrenes sag. I 1986 solgte hun store dele af sin smykkesamling, og grundlagde organisationen La Fondation Brigitte Bardot (FBB), med status som en overvåger af Frankrigs dyrebeskyttelse. I 1987 solgte hun sine erindringer til indtægt for dyrene. Da hun fyldte 80, udtalte hun: "Jeg gav min ungdom og skønhed til mændene. Nu vil jeg gi' min visdom til dyrene. Jeg ønsker ingen hyldest, kun bidrag til min dyrebeskyttelsesfond." 
Brigitte Bardot er stadig bosat i Sydfrankrig og har de senere år gjort sig bemærket ved sin modstand mod islam, indvandring og homoseksuelle. I Åbent brev til mit fortabte Frankrig advarede hun mod følgerne af islamsk indvandring. Hun er flere gange blevet dømt for racistiske og diskriminerende udtalelser. Hum er modstander af hvalfangst og støtter Sea Shepherd, som har opkaldt en trimaran efter hende.

## Familie
Da hendes søn Nicolas Charrier 27. september 1984 giftede sig med en norsk pige, Anne Line Bjerkan, var Bardot ikke inviteret til brylluppet. Parret har boet i Oslo de sidste fyrre år, hvor Bardot første gang mødte sine to børnebørn, Anna-Camilla og Thea-Jospehine, 16. august 1992, da hun giftede sig med Bernard d’Ormale. Hendes søn har aldrig ønsket opmærksomhed omkring slægtskabet, men Bardot har i dag norske oldebørn.

## Filmroller
| År   | Titel                                           | Rolle                     | Andre noter |
| ---- | ----------------------------------------------- | ------------------------- | ----------- |
| 1952 | Manina, la file sans voile                      | Manina                    |             |
| 1952 | Le trou normand                                 | Javotte Lemoine           |             |
| 1953 | Le Portrait de son père                         | Domino                    |             |
| 1953 | Un acte d'amour                                 | Mimi                      |             |
| 1954 | Si Versailles m'était conté                     | Mademoiselle de Rozille   |             |
| 1955 | Futures Vedettes                                | Sophie                    |             |
| 1955 | Les grandes manoeuvres                          | Lucie                     |             |
| 1955 | Doctor at Sea                                   | Hélène Colbert            |             |
| 1956 | Helen of Troy                                   | Andraste                  |             |
| 1956 | Et Dieu... Créa la femme                        | Juliette Hardy            |             |
| 1956 | La Mariée est trop belle                        | Chouchou                  |             |
| 1957 | Une Parisienne                                  | Brigitte Laurier          |             |
| 1958 | Les bijoutiers du clair de lune                 | Ursula                    |             |
| 1958 | En cas de malheur                               | Séverine Serizy           |             |
| 1959 | Babette s'en va-t-en guerre                     | Babette                   |             |
| 1959 | "Voulez-vous danser avec moi?"                  | Virginie Dandieu          |             |
| 1960 | La vérité                                       | Dominique Marceau         |             |
| 1961 | Les amours célèbres                             | Agnes Bernauer            |             |
| 1962 | Vie privée                                      | Jill                      |             |
| 1962 | Le Repos du guerrier                            | Geneviève Le Theil        |             |
| 1963 | Le Mépris                                       | Camille Javal             |             |
| 1964 | Une ravissante idiote                           | Penelope Lightfeather     |             |
| 1965 | Viva María!                                     | Maria I                   |             |
| 1965 | Dear Brigitte                                   | Brigitte Bardot (herself) |             |
| 1966 | Masculin, féminin                               | Brigitte Bardot (herself) |             |
| 1967 | À coeur joie                                    | Cecile                    |             |
| 1968 | Histoires extraordinaires                       | Giuseppina                |             |
| 1968 | Shalako                                         | Countess Irina Lazaar     |             |
| 1969 | Les Femmes                                      | Clara                     |             |
| 1970 | L'Ours et la Poupée                             | Felicia                   |             |
| 1970 | Les novices                                     | Agnès                     |             |
| 1971 | Les pétroleuses                                 | Louise                    |             |
| 1971 | Boulevard du Rhum                               | Linda Larue               |             |
| 1973 | Don Juan 1973 ou Si Don Juan était une femme... | Jeanne                    |             |